# Ruta de Illinois 166
La Ruta de Illinois 166, y abreviada IL 166 (en inglés: Illinois Route 166) es una carretera estatal estadounidense ubicada en el estado de Illinois. La carretera inicia en el oeste desde la US 45     en New Burnside hacia el este en la IL 13     en Marion. La carretera tiene una longitud de 23,2 km (14.43 mi).

## Mantenimiento
Al igual que las autopistas interestatales, y las rutas federales y el resto de carreteras estatales, la Ruta de Illinois 166 es administrada y mantenida por el Departamento de Transporte de Illinois por sus siglas en inglés IDOT.